# Пишурка, Кресто
Кресто Стоянов Пишурка (1823, Враца или Лом — 6 января 1875) — болгарский поэт и писатель эпохи национального возрождения Болгарии, актёр и театральный режиссёр.

## Биография
О его ранних годах известно очень мало. В некоторых источниках указано, что он родился в интеллигентной семье, которая была вынуждена бежать из родных мест во время Русско-турецкой войны 1828—1829 годов; будто бы он потерял родителей, но сам был спасён от турок русским офицером и некоторое время воспитывался им в одной из украинских губерний. С другой стороны, известно, что он обучался в начальной школе во Враце, а позже учился в греческой школе в Пловдиве, окончил греческую школу в Константинополе. Был одним из первых болгарских режиссёров и актеров, при этом исполнял и женские роли, поскольку женщинам в болгарском театре того времени нельзя было выступать на сцене. В 1856 году основал читальню в Ломе. 12 декабря 1856 года был арестован за «патриотизм» и приговорён к трём месяцам тюремного заключения. В 1858 году вместе со своей женой Ангелиной основал в Ломе первую болгарскую женскую ассоциацию. После высылки из Лома был учителем в Видине. В 1862 году вернулся в Лом, где в 1872 году открыл книжный магазин.

## Творчество
Главные его труды: «Куткудячка» — сборник юмористических стихотворений (1871), «Аделаида Алписката пастырка», «Испаднал търговец или смъртна жьртва», «Рахилин плач или избиванието на 14-те хиляди деца по повелението на Ирода царя юдейскый, което се случи в Витлеем» (1872). Большая часть сочинений Пишурки носила морально-дидактический характер.

## Память
В честь поэта названо село Пишурка, в Болгарии.